# Stefan Sobierajski
Stefan Sobierajski (ur. 15 lipca 1896 w Oszkowicach k. Kutna, zm. 24 czerwca 1973 w Łodzi) – polski działacz muzyczny, pedagog, folklorysta.

## Życiorys
Ukończył polskie gimnazjum w Warszawie oraz Wyższą Szkołę Muzyczną im. Fryderyka Chopina (1914). W 1913 został zmobilizowany do armii rosyjskiej, a w latach 1917–1918 służył w I Korpusie Polskim w Rosji. W 1918 został nauczycielem i dyrygentem zespołów chóralnych w Kutnie. W 1920 wstąpił do Wojska Polskiego i po trzech miesiącach został zdemobilizowany. W tym samym roku wyjechał jako działacz plebiscytowy na Górny Śląsk i podjął pracę nauczyciela w Bytomiu.
W 1921 zamieszkał w Białymstoku, gdzie podjął się prowadzenia chóru, orkiestry mandolinowej i pracy nauczyciela śpiewu w Gimnazjum Państwowym im. Anny z Sapiehów Jabłonowskiej. W 1930 został mianowany nauczycielem państwowych średnich szkół ogólnokształcących oraz podjął pracę w Gimnazjum im. marsz. Józefa Piłsudskiego i Gimnazjum im. króla Zygmunta Augusta w Białymstoku, gdzie również prowadził orkiestry dęte. W 1932 został kierownikiem Sekcji Dydaktyczno-Naukową Śpiewu i Muzyki w Białymstoku, a w 1934 współtwórcą i kierownikiem Towarzystwa Muzycznego „Harmonia”. W 1936 założył 180-osobowy chór przy Uniwersytecie Robotniczym.
Po wybuchu II wojny światowej przebywał w Białymstoku. Podczas okupacji sowieckiej w latach 1939–1941 był nauczycielem śpiewu i języka rosyjskiego w Polskiej Szkole Średniej nr 3. Następnie podczas okupacji niemieckiej w okresie od 1941–1944 uczył prywatnie muzyki i prowadził chór kościelny oraz pracował jako urzędnik. W 1945 pracował jako nauczyciel śpiewu w Liceum Pedagogicznym, gdzie prowadził także chór szkolny.
W latach 40. XX w. współpracował z teatrem białostockim, przygotowując oprawę muzyczną przedstawień. W latach 50. XX w. prowadził chór Technikum Budowlanego w Białymstoku. Był również kierownikiem sekcji śpiewu Wojskowego Ośrodka Doskonalenia Kadr, kierownikiem Ośrodka Metodycznego oraz wykładowcą i kierownikiem wydziału wychowania muzycznego w I i II Studium Nauczycielskim. Był wiceprezesem białostockiego oddziału Ogólnopolskiego Związku Śpiewaczego oraz działał w białostockim oddziale Zjednoczenia Polskich Zespołów Śpiewaczych i Instrumentalnych.
W latach 1953–1970 prowadził folklorystyczny zespół pieśni i tańca „Kurpie Zielone”, liczący ponad 100 osób, którego twórczość była inspirowana kulturą Kurpiowszczyzny. Zebrane i opracowane przez siebie pieśni kurpiowskie wykorzystał w ludowych obrazkach muzycznych: „Wieczornica kurpiowska”, „Kurpie Zielone”, „Wycinanki kurpiowskie” i „Wesele na Kurpiach”. Wraz z zespołem występował zarówno w Polsce (m.in. w: Gdyni, Sopocie, Warszawie, Lublinie, we Wrocławiu) oraz w ZSRR. W 1958 w białostockiej rozgłośni Polskiego Radia nagrał pieśni kurpiowskie. Od 1962 pracował jako kierownik sekcji wychowania muzycznego w II Studium Nauczycielskim w Białymstoku, ponadto wykładał metodykę prowadzenia zespołów chóralnych na wydziale wychowania muzycznego Państwowej Szkoły Muzycznej II stopnia.
Był współzałożycielem (w 1963) i pierwszym prezesem (1963–1967) Białostockiego Towarzystwa Muzycznego. W latach 1967–1973 był honorowym prezesem BTM. W 1966 był delegatem BTM na Kongres Kultury Polskiej jako przedstawiciel kultury białostockiej. Jako członek BTM był członkiem jury konkursów, przeglądów i festiwali. W 1964 został radnym Wojewódzkiej Rady Narodowej. W maju 1973 zamieszkał wraz żoną u syna w Łodzi.
Sobierajski jako kompozytor, ma niewielki dorobek twórczy, na który składają się pieśni chóralne, dziecięce, solowe, pieśni kościelne i kolędy, a także drobne utwory instrumentalne na wiolonczelę i fortepian oraz pieśni i kompozycje stanowiące opracowania folkloru kurpiowskiego. Niepublikowane utwory i pamiątki po Sobierajskim w swoich zbiorach przechowuje Muzeum Historyczne w Białymstoku i Białostockie Towarzystwo Muzyczne.

### Życie prywatne
Był synem Izydora Sobierajskiego, nauczyciela muzyki w szkołach w Piątku i Sobocie, mężem Leokadii z domu Ściślewskiej (zm. 1987), z którą miał dwoje dzieci: Romanę (ur. 1933 lub 1934), chemika i Andrzeja Lechosława (1936–1997), inżyniera. Został pochowany na cmentarzu na Mani w Łodzi

## Wyróżnienia
- Krzyż Kawalerski Orderu Odrodzenia Polski (1960)[1].

## Upamiętnienie
W 1987 został patronem Białostockiego Towarzystwa Muzycznego.